# Teijin
Teijin K.K. (japanisch 帝人株式会社 Teijin Kabushiki kaisha, englisch Teijin Limited; TYO: 3401) ist ein japanisches Chemie- und Pharmaunternehmen.

## Übersicht
Das Unternehmen wurde 1919 als „Teikoku Jinzō Kenshi Co“ (帝国人造絹絲) von Kaneko Naokichi (1866–1944) gegründet. 1957 erwarb das Unternehmen die Lizenz für die britische Polyester-Technologie, um seine Position auf diesem Gebiet zu festigen.
Teijin ist an der Tokioter Börse gelistet mit einer Marktkapitalisierung von umgerechnet 1.738,82 Mio. Euro (Stand: Februar 2013). Das Unternehmen ist in fünf Geschäftsbereiche untergliedert: synthetische Fasern, Folien und Kunststoffe, Pharmazeutika und häusliche Pflege, Handel und Einzelhandel sowie IT- und neue Produkte. Teijin hat etwa 16.800 Mitarbeiter weltweit.
In Deutschland hat Teijin eine Niederlassung im Glanzstoff-Hochhaus in Wuppertal. Rund 60 Mitarbeiter sind dort beschäftigt.